# Râle à masque rouge
Anurolimnas castaneiceps
Genre
Espèce
Répartition géographique
Statut de conservation UICN

 LC  : Préoccupation mineure
Synonymes
- Rallina castaneiceps
- Anurolimnas castaneiceps

Le Râle à masque rouge (Anurolimnas castaneiceps) est une espèce d'oiseaux de la famille des Rallidae.

## Répartition
Cet oiseau peuple l'Ouest de l'Amazonie.